# Au pays des lions
Pour plus de détails, voir Fiche technique et Distribution.
Au pays des lions est un film muet français réalisé par Louis Feuillade et sorti en 1912.

## Fiche technique
- Titre : Au pays des lions
- Réalisation : Louis Feuillade
- Scénario : Louis Feuillade
- Société de production : Société des Établissements L. Gaumont
- Pays de production :  France
- Langue : film muet avec les intertitres en français
- Format : Noir et blanc — 35 mm — 1,33:1 — Muet
- Métrage : 509 m
- Genre : Film dramatique
- Durée : 17 minutes
- Date de sortie : 
  - France : 6 septembre 1912

## Distribution
- Renée Carl : La Morena
- Joë Hamman
- Miss Édith
- René Sablon